# Walter Alnor
Walter C. A. Alnor (* 29. Oktober 1892 in Gaarden / Holstein; † 13. Dezember 1972 in Bad Segeberg) war ein deutscher Politiker. Er war sowohl vor als auch nach dem Zweiten Weltkrieg Landrat in Schleswig-Holstein. In der Zeit des Nationalsozialismus fungierte er als Gebietskommissar für das Reichskommissariat Ostland im lettischen Libau (Liepāja). 

## Leben

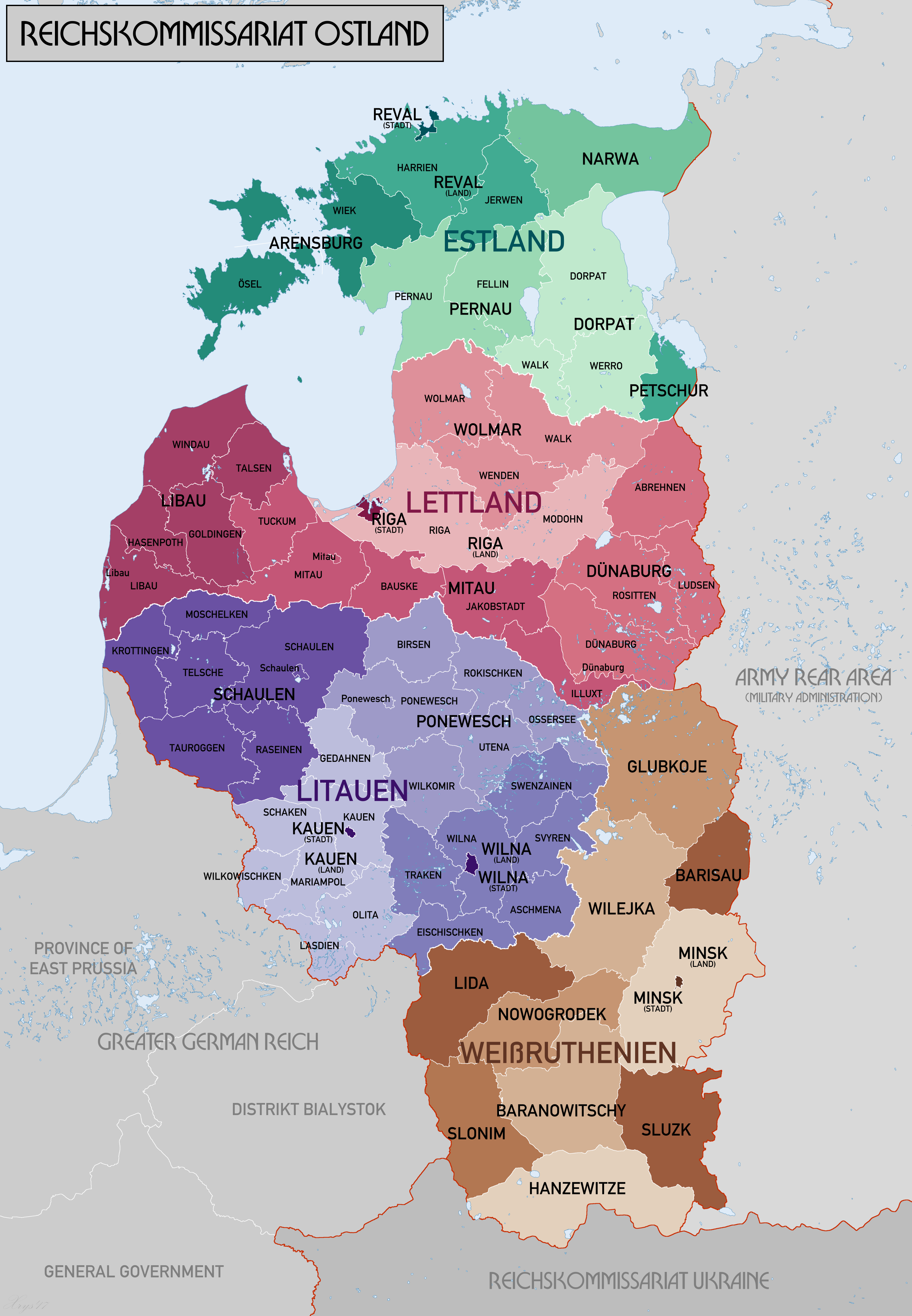
Reichskommissariat Ostland

Nach dem Jura-Studium promovierte Alnor zum Doktor der Rechtswissenschaften. Während seines Studiums wurde er Mitglied der Schwarzburgverbindung Wikingia Kiel. Nach dem Ersten Weltkrieg, an dem er als Kriegsfreiwilliger teilnahm und aus dem er als Kriegsversehrter zurückkehrte, schlug Alnor die Verwaltungslaufbahn ein und wurde 1926 zunächst zum kommissarischen Landrat in Eckernförde, zwei Jahre später endgültig zum Landrat ernannt. Da er zum Zeitpunkt seiner Ernennung erst 34 Jahre alt war, galt er als der „jüngste Landrat in Preußen“. Während der Weimarer Republik engagierte Walter Alnor sich innerhalb der deutschnationalen Bewegung und wechselte nach der Machtübernahme Hitlers zum 1. Mai 1933 zur NSDAP (Mitgliedsnummer 2.736.607). Eine 2016 veröffentlichte Studie des Kreises Rendsburg-Eckernförde wies nach, dass Alnor in seiner Funktion als Landrat NS-Regimegegner durch die Polizei einsperren ließ sowie sozialistische und kommunistische Politiker aus ihren Ämtern verdrängte.
Neben seiner beruflichen Tätigkeit als Landrat nahm er verschiedene Ehrenämter wahr, so als Kreisjägermeister einer der 15 schleswig-holsteinischen Privatjagdbezirke.
1941 berief ihn Hinrich Lohse, seit 1925 Gauleiter des nationalsozialistischen Gaues Schleswig-Holstein und ab 1941 gleichzeitig Reichskommissar des sogenannten Ostlandes, zum Gebietskommissar im Reichskommissariat Ostland. Die offizielle Aufgabenstellung eines Gebietskommissars war die zivile Verwaltung besetzter Gebiete. Seinen Sitz hatte er im damaligen Libau (Lettland). In der Realität wurde die Zivilverwaltung jedoch zum verlängerten Arm des Sicherheitsdienstes der SS und der Gestapo. Das machen auch die im August 1941 von Lohse erlassenen „Vorläufigen Richtlinien für die Behandlung der Juden im Gebiet des Reichskommissariats Ostland“ deutlich. Hier wurden die Gebietskommissare angewiesen, über ihre Behörden Juden zu erfassen, ihnen das Tragen von Judensternen zu befehlen, Ghettos zu errichten sowie Zwangsarbeiter für die deutsche Rüstungsindustrie zu rekrutieren. Auch war es danach Aufgabe der Zivilverwaltung, jüdische Vermögenswerte zu konfiszieren und für deren Weiterleitung in das Deutsche Reich zu sorgen. Auch organisierten die Gebietskommissare die Ghettoräumungen und den Abtransport in die Vernichtungslager. In einem Brief vom 11. Oktober 1941 berichtete Alnor aus seinem Verwaltungsbereich Libau (Lettland):
„Ein Moment der Unruhe waren die erneut aufgenommenen zahlreichen Judenerschießungen in der letzten Woche. In den Landgebieten und kleinen Landstädten sind sämtliche Juden liquidiert worden, in Libau selbst m.W. etwa 470. Es handelt sich durchweg um Frauen und Kinder. […] Gerade die Erschießung der Frauen und kleinen Kinder, die z. B. schreiend zu den Exekutionsplätzen geführt worden sind, hat das allgemeine Entsetzen erreicht. […] Ich bin der Auffassung, dass sich dies eines Tages als ein schwerer Fehler erweisen wird. Es sei denn, dass man alle dabei mitwirkenden Elemente auch anschließend liquidiert. Alnor“
In diesem Amt war Walter Alnor an der Ermordung der Juden in seinem Verantwortungsgebiet beteiligt. Unter seiner Leitung und auf seinen Befehl erfolgten beispielsweise Massenmorde am 15. September 1941. In den Jahren 1968 und 1971 ermittelten im Auftrag der Zentralen Stelle der Landesjustizanstalten zur Aufklärung nationalsozialistischer Verbrechen in Ludwigsburg schleswig-holsteinische Staatsanwälte gegen die Kommissare des Ostlandes, die mehrheitlich vor und nach der sogenannten Verwaltungstätigkeit im Baltikum ihren Wohnsitz auf dem Gebiet von Schleswig-Holstein hatten. Das Verfahren wurde eingestellt, da eine direkte Beteiligung des ostländischen Verwaltungsapparates nicht nachgewiesen werden konnte. Im Untersuchungsbericht wurde allerdings eindeutig die indirekte Beteiligung aufgrund der Dokumentenlage nachgewiesen: Während für die Ermordung der jüdischen Bevölkerung in erster Linie Angehörige der SS und manchmal auch der Wehrmacht verantwortlich waren, sorgten Reichs- und Gebietskommissare in präziser Weise für die Vor- und Nachbereitung der mörderischen Aktionen.
Im Januar 1943 gab aus bislang unbekannten Gründen Walter Alnor seine Posten als Gebietskommissar in Libau sowie als Landrat in Eckernförde auf und wurde Vorstandsmitglied der schleswig-holsteinischen Landesbank. In dieser Funktion verblieb er bis zum Kriegsende im Mai 1945. Nach seiner Entnazifizierung trat Alnor Ende der 1940er-Jahre der Christlich-Demokratischen Union bei. 1950 wurde er zum Landrat des Landkreises Segeberg gewählt.
1959 trat Alnor in den Ruhestand. Als Pensionär schrieb er mehrere Artikel für das Schleswig-Holsteinische Biographische Lexikon und engagierte sich unter anderem in der Gesellschaft zur Förderung des Werkes von Hans Friedrich Blunck, einem nationalsozialistischen Romanschriftsteller. 
Der Landesverband Schleswig-Holstein des Deutschen Roten Kreuzes ernannte Walter Alnor 1965 zu seinem Ehrenmitglied.
Walter Alnor war der jüngere Bruder des NS-Historikers Karl Alnor (1891–1940).

## Veröffentlichungen in Auswahl
- Zulässigkeit polizeilichen Zwangs zur Benutzung kommunaler Anstalten, Kiel 1923
- Willers Jessen: der Mensch und sein Werk, Schwensen 1949
- Begegnungen und Gespräche mit Hans Friedrich Blunck (Hrsg. Gesellschaft zur Förderung des Werkes von Hans Friedrich Blunck e. V.), Plön 1963
- Dr. Waldemar Abegg; in: Schleswig-Holsteinisches Biographisches Lexikon, Band 3, Neumünster 1974